# La Dictée
 (janvier 2022).
Si vous disposez d'ouvrages ou d'articles de référence ou si vous connaissez des sites web de qualité traitant du thème abordé ici, merci de compléter l'article en donnant les références utiles à sa vérifiabilité et en les liant à la section « Notes et références ».
La Dictée est une série française réalisée en 1984 par Jean-Pierre Marchand d'après un scénario et des dialogues de Jean Cosmos et diffusée par TF1 en six épisodes le jeudi soir, entre le 15 novembre et le 20 décembre 1984. Elle a été rediffusée par la même chaîne en mars 1986.

## Synopsis
Débutant à la fin du XIXe siècle, ce feuilleton relate l'histoire de Louis Meissonnier, enfant du Rouergue issu d'un milieu paysan illettré et patoisant qui, à force de volonté et grâce au soutien de sa mère et du compagnon de celle-ci, deviendra instituteur. Les cinq premiers épisodes se concentrent sur le parcours de Louis, de 1881 jusqu'en 1918. Dans la sixième et dernière partie, le scénario effectue un bond d'un siècle, puisqu'on y découvre Carole, l'arrière-petite-fille de Louis, elle aussi institutrice, qui est nommée en 1981 au Cayrol, le village de la première affectation de son arrière-grand-père.

Bien que l'ensemble constitue une histoire suivie, chacun des six épisodes est doté d'un titre particulier :
- Le Sauvageon (Commence en 1881)
- L'Apprenti (Commence en 1886)
- Le Maître adolescent (Commence en 1892)
- Changer avec le monde (Commence en 1902)
- La Cassure (Commence en 1914)
- Le Retour aux sources (Commence en 1978)

## Fiche technique
- Titre original : La Dictée
- Réalisateur : Jean-Pierre Marchand
- Scénariste : Jean Cosmos
- Photographie : Jacques Guerin
- Musique du film : Jean-Marie Sénia (chanson des génériques interprétée par Jackie Berger et par l'Ensemble choral de Chartres)
- Sociétés de production : TF1, Pathé-Cinéma
- Pays d'origine : France
- Genre : chronique familiale historique
- Nombre d'épisodes : 6
- Durée : 55 à 58 minutes
- Date de première diffusion : 15 novembre 1984 sur TF1

## Distribution
- Éric Dufay : Louis Meissonnier
- Catherine Salviat : Maria Meissonnier (mère de Louis)
- Victor Garrivier : Paulin Labarthe
- Pascale Rocard : Camille Meissonnier (épouse de Louis) et Carole Meissonnier (arrière-petite-fille de Louis)
- Yann Debray : Louis enfant
- Pierre Forget : monsieur Pagès, le vieil instituteur du Cayrol, épisode 3/6
- Robert Manuel: Petitot

## Autour du feuilleton
Ce n'est pas un hasard si le feuilleton débute en 1881, qui est l'année de la loi instaurant la gratuité de l'enseignement primaire. En effet, le scénario se veut un hommage appuyé à l'action de Jules Ferry, et à sa mise en œuvre par les hussards noirs de la République. Par la comparaison qu'implique le dernier épisode, il propose également une réflexion sur l'évolution de l'enseignement.
La série a été tournée en décor naturel en Auvergne, notamment à Chaudes-Aigues, mais également à Meudon et à Coulommiers, sans oublier aussi Rodez en Aveyron[réf. nécessaire].
Le titre est une référence à la dictée que Louis fait faire à sa classe dans le troisième épisode, tirée d'un texte de Victor Hugo, vantant l'instruction laïque et obligatoire, Les esprits et les masses, extrait de William Shakespeare, publié en 1863. C'est la lecture de ce texte qui a donné à Jean Cosmos l'idée de ce scénario qui ravivait également son enfance aveyronnaise.
Le feuilleton a fait l'objet d'une novélisation signée de Jean Cosmos parue en 1987 chez Robert Laffont.